# Enrique Regüeiferos
Enrique Regüeiferos (L'Avana, 15 luglio 1948 – 20 giugno 2002) è stato un pugile cubano.

## Palmarès

### Olimpiadi
- 1 medaglia:
  - 1 argento (Città del Messico 1968 nei pesi superleggeri)